# Mario Flores
Mario Flores es un exfutbolista y entrenador peruano. Jugaba de centrocampista defensivo.
Como entrenador fue subcampeón de la Copa Perú 2011 con Pacífico y de la Segunda División Peruana 2013 con Alfonso Ugarte. Actualmente dirige a San Lorenzo de Porococha que juega en la Copa Perú.

## Clubes

### Como jugador
| Club                    | País | Año       |
| ----------------------- | ---- | --------- |
| Defensor Lima           | Perú | 1993-1994 |
| Carlos A. Mannucci      | Perú | 1995      |
| Ciclista Lima           | Perú | 1996      |
| Unión Minas             | Perú | 1997-1998 |
| Sport Boys              | Perú | 1999-2001 |
| Coronel Bolognesi       | Perú | 2002      |
| Sport Boys              | Perú | 2002-2003 |
| Estudiantes de Medicina | Perú | 2003      |
| Universidad San Martín  | Perú | 2004      |

### Como entrenador
| Club                     | País | Año       |
| ------------------------ | ---- | --------- |
| Universidad San Martín   | Perú | 2005      |
| Sport Áncash             | Perú | 2009      |
| José Gálvez              | Perú | 2010      |
| Atlético Grau            | Perú | 2011      |
| Pacífico                 | Perú | 2011      |
| Sporting Pizarro         | Perú | 2012      |
| Alfonso Ugarte           | Perú | 2013      |
| Pacífico                 | Perú | 2013      |
| Defensor La Bocana       | Perú | 2014      |
| Atlético Minero          | Perú | 2015      |
| La Colina                | Perú | 2015      |
| Deportivo Binacional     | Perú | 2016      |
| Defensor La Bocana       | Perú | 2017      |
| Atlético Grau            | Perú | 2017-2018 |
| Deportivo Binacional     | Perú | 2018      |
| Deportivo Garcilaso      | Perú | 2019      |
| Comerciantes Unidos      | Perú | 2021      |
| Deportivo Verdecocha     | Perú | 2021      |
| Cultural 13 de Enero     | Perú | 2023      |
| Ecosem Pasco             | Perú | 2023      |
| San Lorenzo de Porococha | Perú | 2024      |
| Pacífico FC SMP          | Perú | 2024      |